# Podwójne wiązanie
Podwójne wiązanie (także blokada) – termin z zakresu psychologii i psychopatologii wprowadzony przez Gregory'ego Batesona opisujący sytuację otrzymywania sprzecznych komunikatów od ważnej osoby. Na przykład matka daje synowi koszulę białą i czarną. Gdy ten zakłada czarną, jest niezadowolona, że nie założył białej, a gdy zakłada białą, jest niezadowolona, że nie założył czarnej.
Często podwójne wiązanie pojawia się w odniesieniu do zbliżania/separacji dziecka - matka nie potrafi znieść zarówno indywiduacji dziecka, jak i jego symbiotycznych skłonności.
Bateson zakładał, że podwójne wiązanie jest częstym rodzajem komunikacji przez rodziny, w których obecna jest schizofrenia, a w umyśle dziecka odzwierciedla się chaos i sprzeczność w komunikacji między członkami rodziny. Badania nie potwierdziły tej hipotezy.
Odmianą powyższego jest podwójne wiązanie rozdwojone, kiedy to dana osoba pozostaje w interakcji z co najmniej dwiema innymi osobami, a każda z nich formułuje żądanie sprzeczne ze sobą z punktu widzenia odbiorcy przekazu. Spełnienie jednej prośby nie zadowoli drugiej osoby i odwrotnie. Odbiorca staje w sytuacji bez wyjścia, zwłaszcza wtedy, gdy nie ma możliwości zerwania relacji lub wysłania metakomunikatu. Przykładem takiego rozdwojonego wiązania jest dziecko rozwiedzionych rodziców, pozostających w konflikcie i podkopujących wzajemnie swoje autorytety.